# Unione Sportiva Latina Calcio 2014-2015
Questa voce raccoglie le informazioni riguardanti l’Unione Sportiva Latina Calcio nelle competizioni ufficiali della stagione 2014-2015.

## Stagione
Nella stagione 2014-2015 il Latina disputa il suo secondo campionato in Serie B, raccoglie 50 punti che valgono il tredicesimo posto finale. Non è stato un campionato tranquillo, la partenza è stata lenta, ci sono voluti tre allenatori per raddrizzare la stagione. Il girone di andata si è concluso con i nerazzurri laziali in penultima posizione con 20 punti, poi nel girone di ritorno la musica è cambiata, si sono raccolti 30 punti che hanno portato al raggiungimento dell'obiettivo di stagione, il mantenimento della categoria cadetta. Il centrocampista Federico Viviani con 8 reti, 3 delle quali su calcio di rigore, è stato il miglior realizzatore stagionale. Nella Coppa Italia il Latina supera nel secondo turno il Novara, (1-1) dopo i supplementari e (4-3) dopo i calci di rigore. Nel terzo turno il Latina incrocia il Brescia, che lo elimina dal torneo (1-0) al Rigamonti.

## Organigramma societario
Area direttiva
- Presidente: Paola Cavicchi e Pasquale Maietta
- Direttore generale: Fabrizio Colletti
- Amministrazione: Paola Balestrieri
- Segretario generale: Giovanni Francavilla
- Responsabile comunicazione: Stefano Pettoni
- Responsabile sicurezza e rapporti coi tifosi: Fabrizio Ziroli

Area tecnica
- Direttore sportivo: Mauro Facci
- Allenatore: Mario Beretta, poi Roberto Breda, poi Mark Iuliano
- Team Manager: Pierluigi Sperduti

### Rosa
Rosa aggiornata all'8 agosto 2014.
| N. |                    | Ruolo | Calciatore          |
| -- | ------------------ | ----- | ------------------- |
| 1  | Italia (bandiera)  | P     | Raffaele Di Gennaro |
| 2  | Ghana (bandiera)   | C     | Nelson Atiagli      |
| 3  | Italia (bandiera)  | D     | Matteo Bruscagin    |
| 4  | Italia (bandiera)  | D     | Marcello Cottafava  |
| 5  | Italia (bandiera)  | C     | Alessandro Bruno    |
| 6  | Brasile (bandiera) | C     | Ângelo              |
| 7  | Italia (bandiera)  | C     | Federico Viviani    |
| 8  | Italia (bandiera)  | C     | Marco Crimi         |
| 9  | Italia (bandiera)  | A     | Michele Paolucci    |
| 10 | Italia (bandiera)  | C     | Alessandro Sbaffo   |
| 11 | Italia (bandiera)  | A     | Andrea Petagna      |
| 11 | Italia (bandiera)  | A     | Gianluca Litteri    |
| 12 | Italia (bandiera)  | P     | Simone Farelli      |
| 14 | Ghana (bandiera)   | D     | Masahudu Alhassan   |

| N. |                    | Ruolo | Calciatore               |
| -- | ------------------ | ----- | ------------------------ |
| 15 | Italia (bandiera)  | D     | Paolo Dellafiore         |
| 16 | Italia (bandiera)  | D     | Andrea Milani (capitano) |
| 17 | Italia (bandiera)  | A     | Nicola Talamo            |
| 18 | Italia (bandiera)  | C     | Francesco Valiani        |
| 19 | Italia (bandiera)  | A     | Doudou Mangni            |
| 20 | Italia (bandiera)  | A     | Stefano Pettinari        |
| 20 | Algeria (bandiera) | C     | Najib Ammari             |
| 23 | Italia (bandiera)  | D     | Riccardo Brosco          |
| 24 | Marocco (bandiera) | A     | Soufiane Bidaoui         |
| 27 | Italia (bandiera)  | D     | Andrea Esposito          |
| 28 | Italia (bandiera)  | C     | Luca Ricciardi           |
| 32 | Italia (bandiera)  | A     | Ferdinando Sforzini      |
| 34 | Italia (bandiera)  | P     | Pietro Spilabotte        |

## Risultati

### Serie B

#### Girone di andata
| Vicenza 10 settembre 2014 1ª giornata | Vicenza               | 0 – 0 referto | Latina | Romeo Menti (5 856 spett.)\| Arbitro: \| Abbattista (Molfetta) \| |
| Arbitro:                              | Abbattista (Molfetta) |               |        |                                                                   |

| Arbitro: | Sacchi (Macerata) |

|              |           |  |
| Sforzini 79’ | Marcatori |  |

| Arbitro: | Chiffi (Padova) |

|                   |           |           |
| Cutolo 89’ (rig.) | Marcatori | 48’ Crimi |

| Arbitro: | Abbattista (Molfetta) |

|             |           |                             |
| Sforzini 6’ | Marcatori | 44’ L. Castaldo 67’ Vergara |

| Arbitro: | Pezzuto (Lecce) |

|               |           |               |
| Melchiorri 8’ | Marcatori | 33’ Pettinari |

| Arbitro: | Pairetto (Nichelino) |

|            |           |                |
| Brosco 59’ | Marcatori | 90+1’ Ceravolo |

| Arbitro: | Minelli (Varese) |

|                       |           |  |
| M. Mancosu 60’ (rig.) | Marcatori |  |

| Arbitro: | Maresca (Napoli) |

|              |           |                            |
| Sforzini 64’ | Marcatori | 13’ Oikonomou 43’ Zuculini |

| Arbitro: | Pairetto (Nichelino) |

|                                |           |                     |
| Mbakogu 28’ (rig.), 36’ (rig.) | Marcatori | 38’ (rig.) Sforzini |

| Arbitro: | Abisso (Palermo) |

|             |           |                     |
| Viviani 14’ | Marcatori | 51’ And. Caracciolo |

| Arbitro: | Saia (Palermo) |

|              |           |              |
| Ebagua 90+4’ | Marcatori | 21’ Paolucci |

| Arbitro: | Merchiori (Ferrara) |

|            |           |                                             |
| Mangni 62’ | Marcatori | 15’, 17’ D. Ciofani 52’ Dionisi 76’ Curiale |

| Arbitro: | Sacchi (Macerata) |

|            |           |             |
| Coralli 6’ | Marcatori | 67’ Viviani |

| Arbitro: | Candussio (Cervignano del Friuli) |

|                |           |  |
| Dellafiore 56’ | Marcatori |  |

| Arbitro: | Roca (Foggia) |

|            |           |  |
| Calaiò 10’ | Marcatori |  |

| Arbitro: | La Penna (Roma) |

|              |           |             |
| Paolucci 69’ | Marcatori | 54’ Beretta |

| Perugia 6 dicembre 2014, ore 15:00 CET 17ª giornata | Perugia          | 0 – 0 referto | Latina | Stadio Renato Curi (9 163 spett.)\| Arbitro: \| Maresca (Napoli) \| |
| Arbitro:                                            | Maresca (Napoli) |               |        |                                                                     |

| Arbitro: | Manganiello (Pinerolo) |

|             |           |  |
| Viviani 74’ | Marcatori |  |

| Arbitro: | Candussio (Cervignano del Friuli) |

|            |           |  |
| Minala 64’ | Marcatori |  |

| Arbitro: | Baracani (Firenze) |

|           |           |               |
| Crimi 37’ | Marcatori | 36’ Mazzarani |

| Modena 28 dicembre 2014, ore 15:00 CET 21ª giornata | Modena               | 0 – 0 referto | Latina | Stadio Alberto Braglia (4 842 spett.)\| Arbitro: \| Pairetto (Nichelino) \| |
| Arbitro:                                            | Pairetto (Nichelino) |               |        |                                                                             |

#### Girone di ritorno
| Latina 17 gennaio 2015 22ª giornata | Latina          | 0 – 0 | Vicenza | Stadio Domenico Francioni (3 016 spett.)\| Arbitro: \| Ros (Pordenone) \| |
| Arbitro:                            | Ros (Pordenone) |       |         |                                                                           |

| Arbitro: | Di Paolo (Ravenna) |

|                                  |           |             |
| Ciano 73’ Torregrossa 40’ (rig.) | Marcatori | 44’ Valiani |

| Arbitro: | Aureliano (Bologna) |

|                                                   |           |                                   |
| Emerson 25’ (aut.) Valiani 56’ Olivera 81’ (rig.) | Marcatori | 13’ Cutolo 78’ (rig.) Vantaggiato |

| Arbitro: | Candussio (Cervignano del Friuli) |

|                 |           |  |
| L. Castaldo 75’ | Marcatori |  |

| Arbitro: | Roca (Foggia) |

|                         |           |  |
| Viviani 84’ (rig.), 90’ | Marcatori |  |

| Arbitro: | Minelli (Varese) |

|  |           |                          |
|  | Marcatori | 12’ Alhassan 87’ Valiani |

| Arbitro: | Fabbri (Ravenna) |

|                      |           |  |
| Viviani 90+1’ (rig.) | Marcatori |  |

| Bologna 3 marzo 2015, ore 15:00 CET 29ª giornata | Bologna        | 0 – 0 | Latina | Stadio Renato Dall'Ara (14 127 spett.)\| Arbitro: \| Saia (Palermo) \| |
| Arbitro:                                         | Saia (Palermo) |       |        |                                                                        |

| Arbitro: | Abbattista (Molfetta) |

|  |           |               |
|  | Marcatori | 14’ Di Gaudio |

| Arbitro: | La Penna (Roma) |

|                     |           |                          |
| And. Caracciolo 51’ | Marcatori | 45+2’ Viviani 76’ Mangni |

| Arbitro: | Abisso (Palermo) |

|              |           |                            |
| Oduamadi 65’ | Marcatori | 8’ Giannetti 63’ Catellani |

| Arbitro: | Fabbri (Ravenna) |

|                    |           |  |
| Dionisi 31’ (rig.) | Marcatori |  |

| Arbitro: | Pasqua (Tivoli) |

|                                                 |           |                        |
| Signorini 60’ (aut.) Bidaoui 65’ Dellafiore 77’ | Marcatori | 20’ Gerardi 70’ Kupisz |

| Arbitro: | Ghersini (Genova) |

|             |           |             |
| Piccolo 86’ | Marcatori | 60’ Bidaoui |

| Arbitro: | Nasca (Bari) |

|            |           |                           |
| Mangni 52’ | Marcatori | 16’ Maniero 62’ Sciaudone |

| Arbitro: | Roca (Foggia) |

|          |           |            |
| Coly 79’ | Marcatori | 35’ Brosco |

| Latina 28 aprile 2015, ore 15:00 CEST 38ª giornata | Latina                 | 0 – 0 | Perugia | Stadio Domenico Francioni (3 390 spett.)\| Arbitro: \| Manganiello (Pinerolo) \| |
| Arbitro:                                           | Manganiello (Pinerolo) |       |         |                                                                                  |

| Arbitro: | Ripa (Nocera Inferiore) |

|            |           |                          |
| Čulina 25’ | Marcatori | 43’ Ammari 52’ Bruscagin |

| Arbitro: | Di Paolo (Avezzano) |

|                         |           |  |
| Brosco 11’ Oduamadi 90’ | Marcatori |  |

| Arbitro: | Pinzani (Empoli) |

|                          |           |  |
| Troiano 6’ Mazzarani 74’ | Marcatori |  |

| Arbitro: | Nasca (Bari) |

|                    |           |              |
| Viviani 29’ (rig.) | Marcatori | 20’ Granoche |

### Coppa Italia

#### Secondo turno
| Arbitro: | La Penna (Roma) |

|                                             |                      |                                        |
| Pettinari 26’                               | Marcatori            | 78’ Corazza                            |
| Viviani Petagna Pettinari Valiani Cottafava | Tiri di rigore 4 – 3 | González Gustavo Corazza Faragò Garufo |

#### Terzo turno
| Arbitro: | Massa (Imperia) |

|                     |           |  |
| And. Caracciolo 88’ | Marcatori |  |

## Statistiche

### Statistiche di squadra
Statistiche aggiornate al 14 marzo 2015.
| Competizione | Punti | In casa | In casa | In casa | In casa | In casa | In casa | In trasferta | In trasferta | In trasferta | In trasferta | In trasferta | In trasferta | Totale | Totale | Totale | Totale | Totale | Totale | D.R. |
| Competizione | Punti | G       | V       | N       | P       | Gf      | Gs      | G            | V            | N            | P            | Gf           | Gs           | G      | V      | N      | P      | Gf     | Gs     | D.R. |
| ------------ | ----- | ------- | ------- | ------- | ------- | ------- | ------- | ------------ | ------------ | ------------ | ------------ | ------------ | ------------ | ------ | ------ | ------ | ------ | ------ | ------ | ---- |
| Campionato   | 50    | 21      | 8       | 7       | 6       | 24      | 22      | 21           | 3            | 10           | 8            | 14           | 19           | 42     | 11     | 17     | 14     | 38     | 41     | -4   |
| Coppa Italia | -     | 1       | 0       | 1       | 0       | 1       | 1       | 1            | 0            | 0            | 1            | 0            | 1            | 2      | 0      | 1      | 1      | 1      | 2      | -1   |
| Totale       | 50    | 22      | 8       | 8       | 6       | 25      | 23      | 22           | 3            | 10           | 9            | 14           | 20           | 44     | 11     | 18     | 15     | 39     | 43     | -5   |

### Andamento in campionato
| Giornata  | 1 | 2 | 3 | 4 | 5 | 6 | 7 | 8 | 9 | 10 | 11 | 12 | 13 | 14 | 15 | 16 | 17 | 18 | 19 | 20 | 21 | 22 | 23 | 24 | 25 | 26 | 27 | 28 | 29 | 30 | 31 | 32 | 33 | 34 | 35 | 36 | 37 | 38 | 39 | 40 | 41 | 42 |
| --------- | - | - | - | - | - | - | - | - | - | -- | -- | -- | -- | -- | -- | -- | -- | -- | -- | -- | -- | -- | -- | -- | -- | -- | -- | -- | -- | -- | -- | -- | -- | -- | -- | -- | -- | -- | -- | -- | -- | -- |
| Luogo     | T | C | T | C | T | C | T | C | T | C  | T  | C  | T  | C  | T  | C  | T  | C  | T  | C  | T  | C  | T  | C  | T  | C  | T  | C  | T  | C  | T  | C  | T  | C  | T  | C  | T  | C  | T  | C  | T  | C  |
| Risultato | N | V | N | P | N | N | P | P | P | N  | N  | P  | N  | V  | P  | N  | N  | V  | P  | N  | N  | N  | P  | V  | P  | V  | V  | V  | N  | P  | V  | P  | P  | V  | N  | P  | N  | N  | V  | V  | P  | N  |

Fonte:  Serie B – Classifiche, su sport.sky.it, Sky Sport. URL consultato il 14 marzo 2015 (archiviato dall'url originale l'11 settembre 2014).
Legenda:

Luogo: C = Casa; T = Trasferta. Risultato: V = Vittoria; N = Pareggio; P = Sconfitta.